# Knut Bellinger
Knut Urban Bellinger (* 20. Februar 1930 in Oberhausen; † 26. Juni 2022) war ein deutscher Unternehmer.

## Leben und Wirken
Bellinger verbrachte seine Jugend auf Gutshöfen in Westpreußen und der Magdeburger Börde. Die Familie flüchtete nach dem Zweiten Weltkrieg aus der sowjetisch besetzten Zone und lebte seit 1952 in Köln. Dort studierte er Betriebswirtschaftslehre und wurde 1956 zum Dr. rer. pol. promoviert. Nach seinem Studium machte er ein Praktikum bei der Deutschen Bank, um anschließend in einem Wirtschaftsprüfer-Büro zu arbeiten. 1958 wurde er Vorstandsassistent im Bereich Verkauf bei Ford.
Bellinger stieg 1960 in das Bekleidungsunternehmen seines Schwiegervaters ein. 1962 übernahm er die Geschäftsführung, die er bis zum Verkauf des Unternehmens 1984 innehatte. 1962 wurde er Vizepräsident des Bundesverbandes des deutschen Groß- und Einzelhandels, Vizepräsident der Textilindustrie sowie Vizepräsident der Industrie- und Handelskammer Köln.
Bellinger war außerdem Jäger. Ab den 1950ern absolvierte er etwa 100 Jagdreisen auf fast allen Erdteilen und publizierte auch zu diesem Thema.
Bellinger heiratete 1957 Marga Dyckhoff, Tochter des Kölner Kaufhaus-Besitzers Joseph Dyckhoff. Die Ehe wurde geschieden. Aus der Ehe gingen drei Töchter und drei Söhne hervor.

## Veröffentlichungen
- Die kursbildenden Faktoren am deutschen Aktienmarkt, Dissertation, Universität Köln, Wirtschafts- und sozialwissenschaftliche Fakultät, Oberhausen 1956
- mit Michael Jahr: Dr. Knut Bellinger – Abenteurer, Jäger, Unternehmer, Hamburg 2007.